# Cicatriu quàntica
En mecànica quàntica, la cicatriu quàntica és un fenomen on els estats propis d'un sistema quàntic clàssicament caòtic han millorat la densitat de probabilitat al voltant dels camins d'òrbites periòdiques clàssiques inestables. La inestabilitat de l'òrbita periòdica és un punt decisiu que diferencia les cicatrius quàntiques de l'observació més trivial que la densitat de probabilitat es millora al voltant de les òrbites periòdiques estables. Aquest últim es pot entendre com un fenomen purament clàssic, una manifestació del principi de correspondència de Bohr, mentre que en el primer, la interferència quàntica és essencial. Com a tal, la cicatrització és alhora un exemple visual de correspondència quàntica-clàssica i, alhora, un exemple de supressió quàntica (local) del caos.
Un sistema clàssicament caòtic també és ergòdic i, per tant, (gairebé) totes les seves trajectòries finalment exploren de manera uniforme tot l'espai de fase accessible. Per tant, seria natural esperar que els estats propis de la contrapart quàntica omplissin l'espai de fase quàntica de manera uniforme fins a fluctuacions aleatòries en el límit semiclàssic. Tanmateix, les cicatrius són una correcció important d'aquesta suposició. Per tant, les cicatrius es poden considerar com una contrapartida d'estat propi de com les òrbites periòdiques curtes proporcionen correccions a les estadístiques espectrals universals de la teoria de matrius aleatòries. Hi ha teoremes matemàtics rigorosos sobre la naturalesa quàntica de l'ergodicitat, que demostren que el valor esperat d'un operador convergeix en el límit semiclàssic a la mitjana clàssica microcanònica corresponent. No obstant això, els teoremes d'ergodicitat quàntica no exclouen la cicatrització si el volum de l'espai de fase quàntic de les cicatrius s'esvaeix gradualment en el límit semiclàssic.

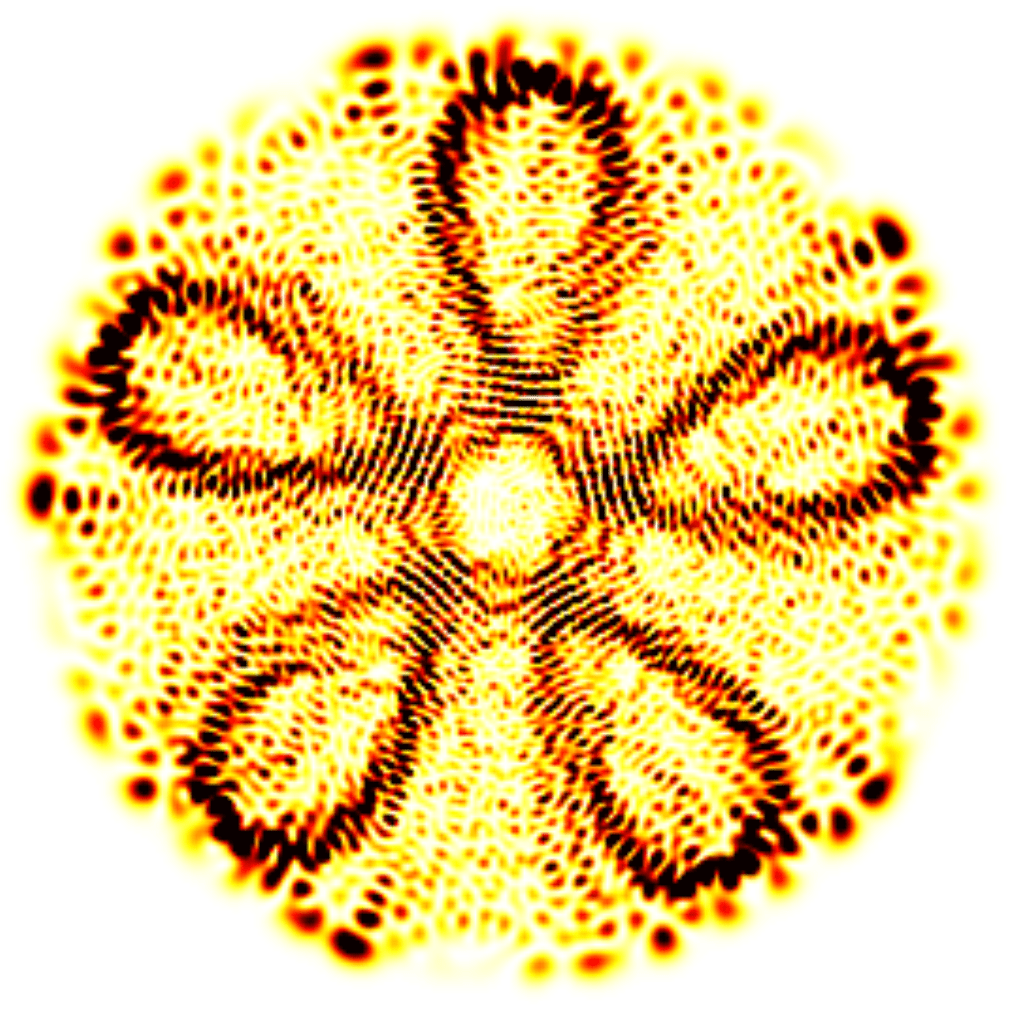
Cicatriu de salt quàntic induït per la perturbació en un pou quàntic desordenat amb un camp magnètic extern.

En el costat clàssic, no hi ha un anàleg directe de les cicatrius. Pel que fa al costat quàntic, es poden interpretar com una analogia d'estat propi amb com les òrbites periòdiques curtes corregeixen les estadístiques de valors propis de la teoria de matrius aleatòries universals. Les cicatrius corresponen a estats no ergòdics que estan permesos pels teoremes d'ergodicitat quàntica. En particular, els estats amb cicatrius proporcionen un contraexemple visual sorprenent a la suposició que els estats propis d'un sistema clàssicament caòtic estarien sense estructura. A més de les cicatrius quàntiques convencionals, el camp de les cicatrius quàntiques ha experimentat el seu període renaixentista, provocat pels descobriments de cicatrius induïdes per pertorbacions i cicatrius de molts cossos (vegeu més avall).

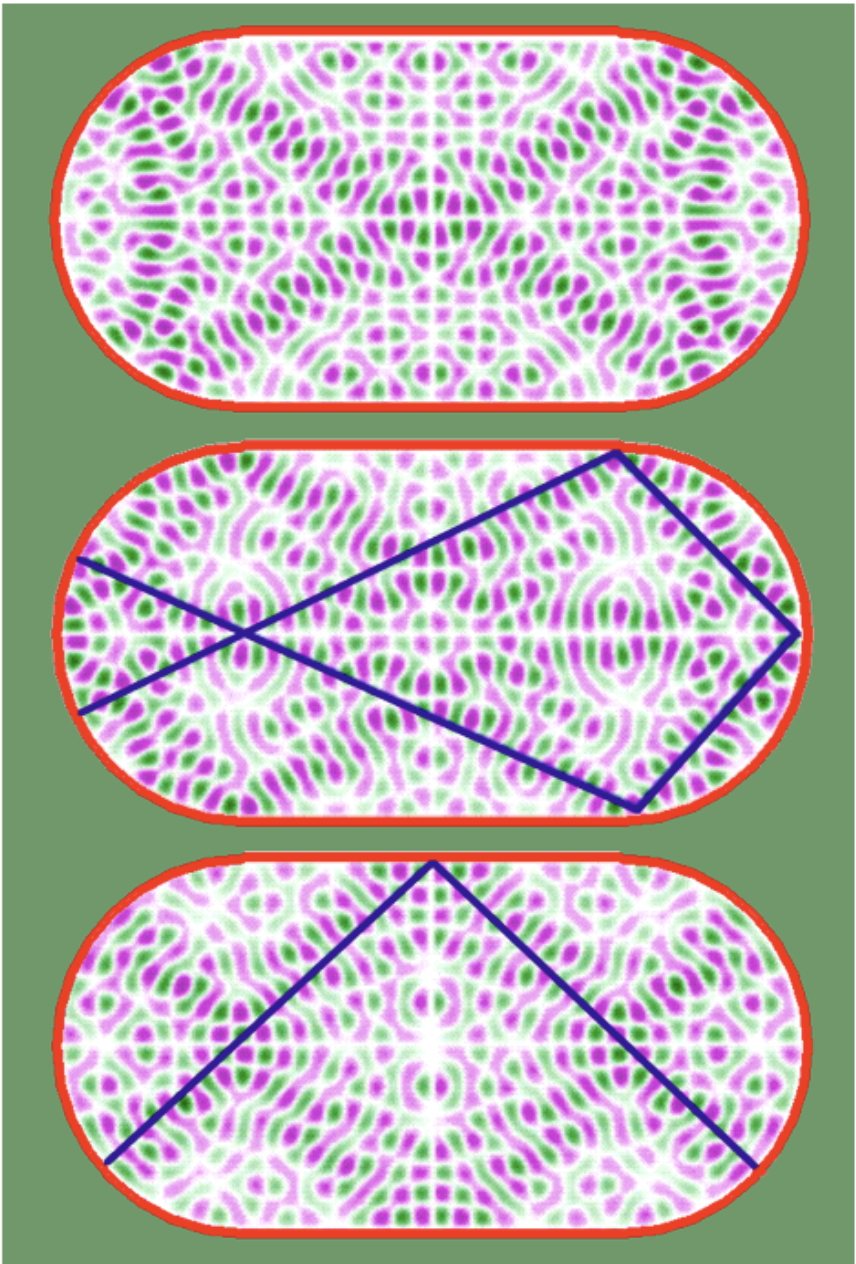
Típics estats propis amb cicatrius de l'estadi (Bunimovich). La figura mostra la densitat de probabilitat per a tres estats propis diferents. Les cicatrius, referides a les regions de densitat de probabilitat concentrada, es generen per òrbites periòdiques (inestables), dues de les quals s'il·lustren.

## Teoria de la cicatriu
L'existència d'estats amb cicatrius és força inesperada segons la fórmula de traça de Gutzwiller, que connecta la densitat mecànica quàntica dels estats amb les òrbites periòdiques del sistema clàssic corresponent. Segons la fórmula de traça, un espectre quàntic no és el resultat d'una traça sobre totes les posicions, sinó que només està determinat per una traça sobre totes les òrbites periòdiques. A més, cada òrbita periòdica contribueix a un valor propi, encara que no exactament igual. És encara més improbable que una òrbita periòdica particular es destaqui per contribuir a un estat propi en un sistema totalment caòtic, ja que les òrbites periòdiques en conjunt ocupen una part de volum zero del volum total de l'espai de fase. Per tant, res sembla implicar que qualsevol òrbita periòdica en particular per a un valor propi donat pugui tenir un paper significatiu en comparació amb altres òrbites periòdiques. No obstant això, la cicatrització quàntica demostra que aquesta suposició és errònia. La cicatriu va ser vista per primera vegada l'any 1983 per SW McDonald en la seva tesi sobre el billar de l'estadi com una observació numèrica interessant. No van aparèixer bé en la seva figura perquè eren trames de "cascada" bastant crues. Aquesta troballa no es va informar a fons a la discussió de l'article sobre les funcions d'ona i els espectres d'espai del nivell del veí més proper per al billar de l'estadi. Un any més tard, Eric J. Heller va publicar els primers exemples de funcions pròpies amb cicatrius juntament amb una explicació teòrica de la seva existència. Els resultats van revelar grans petjades d'òrbites periòdiques individuals que influeixen en alguns estats propis de l'estadi de Bunimovich, clàssicament caòtic, anomenat com a cicatrius per Heller.
L'anàlisi de paquets d'ones va ser clau per demostrar l'existència de les cicatrius, i segueix sent una eina valuosa per entendre-les. En el treball original de Heller, l'espectre quàntic s'extreu propagant un paquet d'ones gaussianes al llarg d'una òrbita periòdica. Avui en dia, aquesta idea seminal es coneix com la teoria lineal de la cicatrització. Les cicatrius destaquen a la vista en alguns estats propis de sistemes clàssicament caòtics, però es quantifiquen mitjançant la projecció dels estats propis a determinats estats de prova, sovint gaussians, que tenen tant la posició mitjana com el moment mitjà al llarg de l'òrbita periòdica. Aquests estats de prova donen un espectre estructurat demostrable que revela la necessitat de les cicatrius. Tanmateix, no hi ha cap mesura universal sobre la cicatrització; la relació exacta de l'exponent d'estabilitat {\displaystyle \chi } la força de la cicatriu és una qüestió de definició. No obstant això, hi ha una regla general: la cicatrització quàntica és significativa quan {\displaystyle \chi <2\pi }, i les escales de força com {\displaystyle \chi ^{-1}}. Així, les cicatrius quàntiques fortes estan, en general, associades a òrbites periòdiques que són moderadament inestables i relativament curtes. La teoria prediu la millora de la cicatriu al llarg d'una òrbita periòdica clàssica, però no pot determinar amb precisió quins estats particulars tenen cicatrius i quant. Més aviat, només es pot afirmar que alguns estats estan marcats dins de determinades zones energètiques, i almenys en un cert grau.
La teoria de la cicatrització lineal descrita anteriorment s'ha ampliat posteriorment per incloure efectes no lineals que tenen lloc després que el paquet d'ones s'allunyi del domini de la dinàmica lineal al voltant de l'òrbita periòdica. Durant molt de temps, l'efecte no lineal pot ajudar a la cicatrització. Això prové de recurrències no lineals associades a òrbites homoclíniques. EB Bogomolny va obtenir una visió més sobre la cicatrització amb un enfocament de l'espai real i una alternativa d'espai de fase de Michael V. Berry que complementa els mètodes espacials de paquets d'ona i Hussimi utilitzats per Heller i L. Kaplan.
Les primeres confirmacions experimentals de cicatrius es van obtenir al billar de microones a principis dels anys noranta. Més tard s'han obtingut evidències experimentals addicionals de cicatrius mitjançant observacions, per exemple, en pous quàntics, cavitats òptiques i l'àtom d'hidrogen. A principis dels anys 2000, les primeres observacions es van aconseguir en un billar el·líptic. Moltes trajectòries clàssiques convergeixen en aquest sistema i condueixen a cicatrius pronunciades als focus, comunament anomenats miratges quàntics. A més, resultats numèrics recents van indicar l'existència de cicatrius quàntiques en gasos atòmics ultrafreds.
A més que no hi ha cap mesura universal per al nivell de cicatrius, tampoc no hi ha una definició generalment acceptada. Originalment, es va afirmar que certes òrbites periòdiques inestables s'ha demostrat que de manera permanent cicatriu algunes funcions pròpies quàntiques com {\displaystyle \hbar \rightarrow 0}, en el sentit que la densitat addicional envolta la regió de l'òrbita periòdica. Tanmateix, una definició més formal de cicatrització seria la següent: Un estat propi quàntic d'un sistema clàssicament caòtic està marcat per un periòdic si la seva densitat en les varietats invariants clàssiques a prop i al llarg d'aquest periòdic es millora sistemàticament per sobre del clàssic, densitat estadísticament esperada al llarg d'aquesta òrbita. Una conseqüència fascinant d'aquesta millora és l'anticicatrius. Com que hi pot haver estats fortament marcats entre els estats propis, la necessitat d'una mitjana uniforme en un gran nombre d'estats requereix l'existència d'anticicatrius amb baixa probabilitat a la regió de cicatrius "regulars". A més, s'ha adonat que alguns processos de desintegració tenen estats anti-cicatrius amb temps d'escapament anormalment llargs.
La major part de la investigació sobre cicatrius quàntiques s'ha restringit a sistemes quàntics no relativistes descrits per l'equació de Schrödinger, on la dependència de l'energia de la partícula del moment és quadràtica. Tanmateix, la cicatrització pot ocórrer en sistemes quàntics relativistes descrits per l'equació de Dirac, on la relació energia-impuls és lineal. Heurísticament, aquestes cicatrius relativistes són conseqüència del fet que ambdós components espinos compleixen l'equació de Helmholtz, de manera anàloga a l'equació de Schrödinger independent del temps. Per tant, les cicatrius relativistes tenen el mateix origen que les cicatrius convencionals introduïdes per EJ Heller. No obstant això, hi ha una diferència pel que fa a la recurrència respecte a la variació energètica. A més, es va demostrar que els estats cicatrius poden provocar fortes fluctuacions de conductància en els punts quàntics oberts corresponents mitjançant el mecanisme de transmissió ressonant.
A més de les cicatrius descrites anteriorment, hi ha diversos fenòmens similars, connectats per teoria o aparença. En primer lloc, quan les cicatrius s'identifiquen visualment, alguns dels estats poden recordar el moviment clàssic de " bola que rebota ", exclòs de les cicatrius quàntiques a la seva pròpia categoria. Per exemple, un billar d'estadi suporta aquests estats propis altament no ergòdics, que reflecteixen el moviment de rebot atrapat entre les parets rectes. S'ha demostrat que els estats de rebot persisteixen al límit {\displaystyle \hbar \rightarrow 0}, però al mateix temps aquest resultat suggereix un percentatge decreixent de tots els estats d'acord amb els teoremes d'ergodicitat quàntica d'Alexander Schnirelman, Yves Colin de Verdière i Steven Zelditch. En segon lloc, les cicatrius no s'han de confondre amb les fluctuacions estadístiques. Estructures similars d'una densitat de probabilitat millorada es produeixen fins i tot com a superposicions aleatòries d'ones planes, en el sentit de la conjectura de Berry. A més, hi ha un gènere de cicatrius, no provocades per òrbites periòdiques reals, sinó les seves restes, conegudes com fantasmes. Es refereixen a òrbites periòdiques que es troben en un sistema proper en el sentit d'algun paràmetre del sistema extern ajustable. Cicatrius d'aquest tipus s'han associat a òrbites gairebé periòdiques. Una altra subclasse de fantasmes prové d'òrbites periòdiques complexes que existeixen al voltant dels punts de bifurcació.